# Tsundere akuyaku reijō Lieselotte to jikkyō no Endō-kun to kaisetsu no Kobayashi-san
Tsundere akuyaku reijō Lieselotte to jikkyō no Endō-kun to kaisetsu no Kobayashi-san (jap. ツンデレ悪役令嬢リーゼロッテと実況の遠藤くんと解説の小林さん Tsundere akuyaku reijō Rīzerotte to jikkyō no Endō-kun to kaisetsu no Kobayashi-san) – seria light novel napisana przez Suzu Enoshimę i zilustrowana przez Eihi. Ukazywała się między sierpniem a listopadem 2018 w serwisie Shōsetsuka ni narō. Następnie została przejęta przez wydawnictwo Fujimi Shobō, które opublikowało ją w dwóch tomach, wydawanych od kwietnia do sierpnia 2019 pod imprintem Kadokawa Books.
Na jej podstawie powstała manga, która ukazywała się w magazynie „B’s Log Comic” wydawnictwa Enterbrain od czerwca 2019 do maja 2024, oraz serial anime wyprodukowany przez studio Tezuka Productions, który był emitowany od stycznia do marca 2023.

## Fabuła
Aoto Endō i Shihono Kobayashi decydują się zagrać w MagiKoi, grę otome opowiadającą o przygodach bohaterki imieniem Fiene, która może romansować z różnymi postaciami w grze. Przeszkadza jej w tym główna antagonistka, Lieselotte Riefenstahl, która ostatecznie zostaje pochłonięta przez ciemność i ginie we wszystkich możliwych zakończeniach. Aoto, po przeczytaniu materiałów uzupełniających do gry, uważa, że Lieselotte jest niezrozumiana, twierdząc, że jest tsundere, która ma problemy z wyrażaniem swoich uczuć. Aoto i Shihono grają w grę, komentując dziejące się w niej wydarzenia, jednakże okazuje się, że narzeczony Lieselotte, książę Siegwald Fitzenhagen, słyszy ich rozmowy i interpretuje je jako słowo boże. W miarę słuchania komentarzy na temat Lieselotte, Siegwald zaczyna rozumieć jej uczucia, unikając w ten sposób straszliwego losu, przed którym stoi niezrozumiana antagonistka, co prowadzi do drastycznych zmian w losach ich świata.

## Bohaterowie
- Lieselotte Riefenstahl (jap. リーゼロッテ・リーフェンシュタール Rīzerotte Rīfenshutāru)

Seiyū: Tomori Kusunoki 
- Siegwald Fitzenhagen (jap. ジークヴァルト・フィッツェンハーゲン Jīkuvaruto Fittsuenhāgen)

Seiyū: Yuichi Nakamura 
- Aoto Endō (jap. 遠藤碧人 Endō Aoto)

Seiyū: Kaito Ishikawa 
- Shihono Kobayashi (jap. 小林詩帆乃 Kobayashi Shihono)

Seiyū: Kana Hanazawa 
- Fiene (jap. フィーネ Fīne)

Seiyū: Miyu Tomita 
- Baldur Riefenstahl (jap. バルドゥール・リーフェンシュタール Barudūru Rīfenshutāru)

Seiyū: Tomokazu Sugita 
- Artur Richter (jap. アルトゥル・リヒター Aruturu Rihitā)

Seiyū: Ryōta Ōsaka 
- Fabian Oldenburg (jap. ファビアン・オルテンブルク Fabian Orutenburuku)

Seiyū: Shun Horie 
- Leon Schache (jap. レオン・シャッヘ Reon Shahhe)

Seiyū: Taku Yashiro 

## Light novel
Seria autorstwa Suzu Enoshimy, pierwotnie ukazywała się od 11 sierpnia do 3 listopada 2018 w serwisie Shōsetsuka ni narō, w grudniu 2019 została zaś udostępniona także na stronie Kakuyomu. Później została przejęta przez wydawnictwo Fujimi Shobō, które wydało ją jako light novel z ilustracjami Eihi pod imprintem Kadokawa Books. Pierwszy tom opublikowano 10 kwietnia 2019, natomiast ostatni 9 sierpnia tego samego roku. Dodatkowy tom został wydany 9 grudnia 2022.
| Nr | Data wydania (język japoński) | ISBN (język japoński)  |
| -- | ----------------------------- | ---------------------- |
| 1  | 10 kwietnia 2019              | ISBN 978-4-04-073051-6 |
| 2  | 9 sierpnia 2019               | ISBN 978-4-04-073054-7 |
| Ex | 9 grudnia 2022                | ISBN 978-4-04-074696-8 |

## Manga
Adaptacja w formie mangi z ilustracjami autorstwa Rumiwo Sakaki ukazywała się w magazynie „B’s Log Comic” wydawnictwa Enterbrain od 5 czerwca 2019 do 5 maja 2024. Manga została anulowana 4 września 2024 z powodu braku umiejętności redakcyjnych i komunikacyjnych redakcji magazynu, co doprowadziło do rozwiązania umowy licencyjnej przez Enoshimę.
| Nr | Data wydania (język japoński) | ISBN (język japoński)  |
| -- | ----------------------------- | ---------------------- |
| 1  | 28 grudnia 2019               | ISBN 978-4-0473-5873-7 |
| 2  | 31 lipca 2020                 | ISBN 978-4-0473-6191-1 |
| 3  | 1 maja 2021                   | ISBN 978-4-0473-6568-1 |
| 4  | 27 grudnia 2021               | ISBN 978-4-0473-6884-2 |
| 5  | 1 sierpnia 2022               | ISBN 978-4-0473-7121-7 |
| 6  | 1 lutego 2023                 | ISBN 978-4-0473-7354-9 |
| 7  | 30 sierpnia 2024              | ISBN 978-4-0473-8126-1 |

## Anime
24 grudnia 2021 ogłoszono powstanie adaptacji w formie anime. Później potwierdzono, że będzie to serial telewizyjny wyprodukowany przez studio Tezuka Productions i wyreżyserowany przez Fumihiro Yoshimurę na podstawie scenariusza Tomoko Konparu. Postacie zaprojektował Miyuki Katayama, natomiast muzykę skomponowali Tatsuhiko Saiki, Natsumi Tabuchi, Sayaka Aoki, Junko Nakajima i Kanade Sakuma. Seria była emitowana od 7 stycznia do 25 marca 2023 w bloku programowym Animeism na antenie MBS i w innych stacjach. Motywem otwierającym jest „Ibitsu na kotoba” (jap. イビツナコトバ) w wykonaniu Dazbee, końcowym zaś „Hana no yō ni” (jap. 花のように) autorstwa Anny.

## Odbiór
W grudniu 2021 seria liczyła ponad 500 000 egzemplarzy w obiegu.